# ローザ・ブフタール

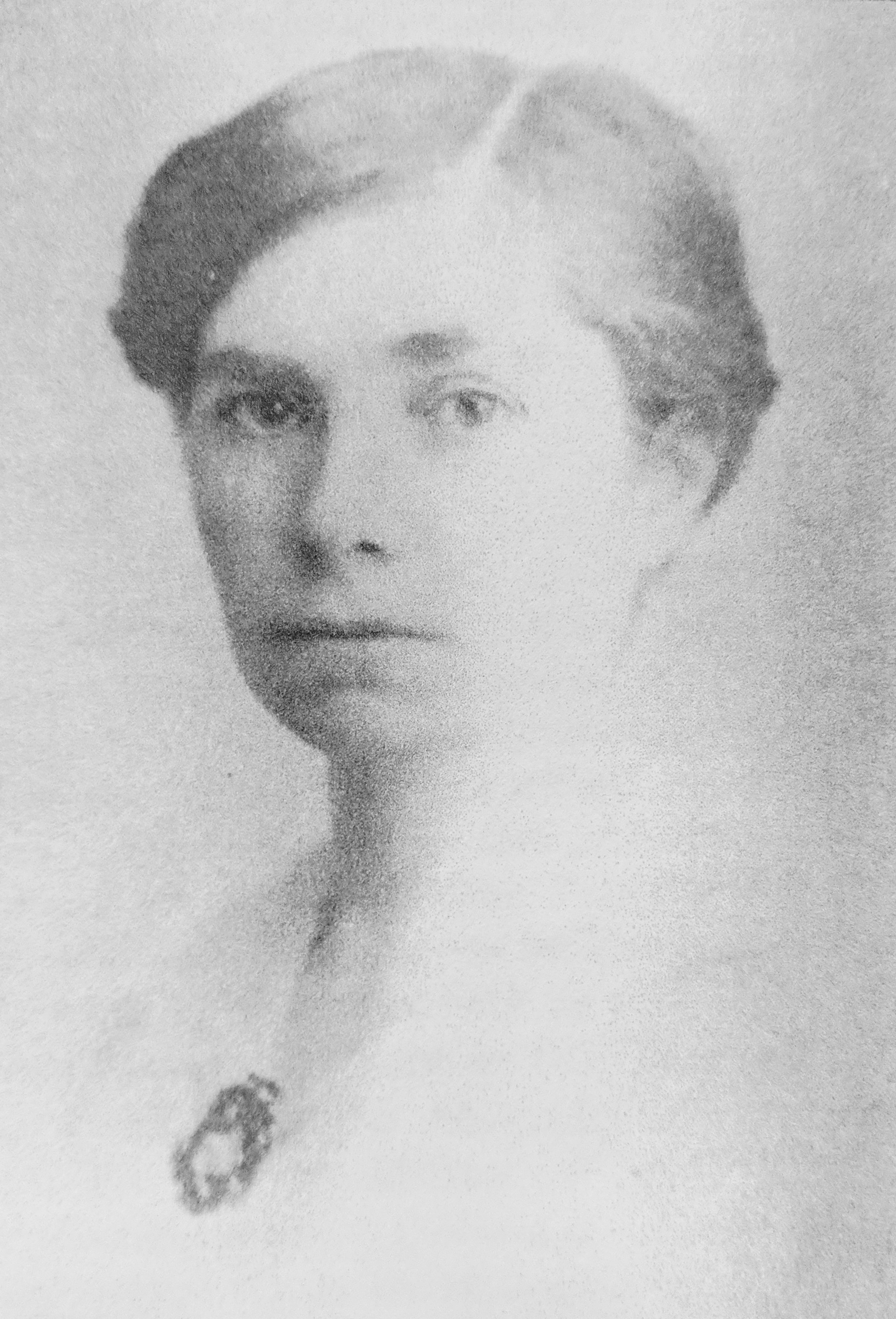
ローザ・ブフタール（推定1900年頃撮影）

ローザ・ブフタール（Rosa Buchthal、1874年7月31日 - 1958年12月31日）は、ドイツの政治家であり、女性の権利を擁護する運動家だった。女性初のドルトムント市議会議員に選出された。

## 生涯

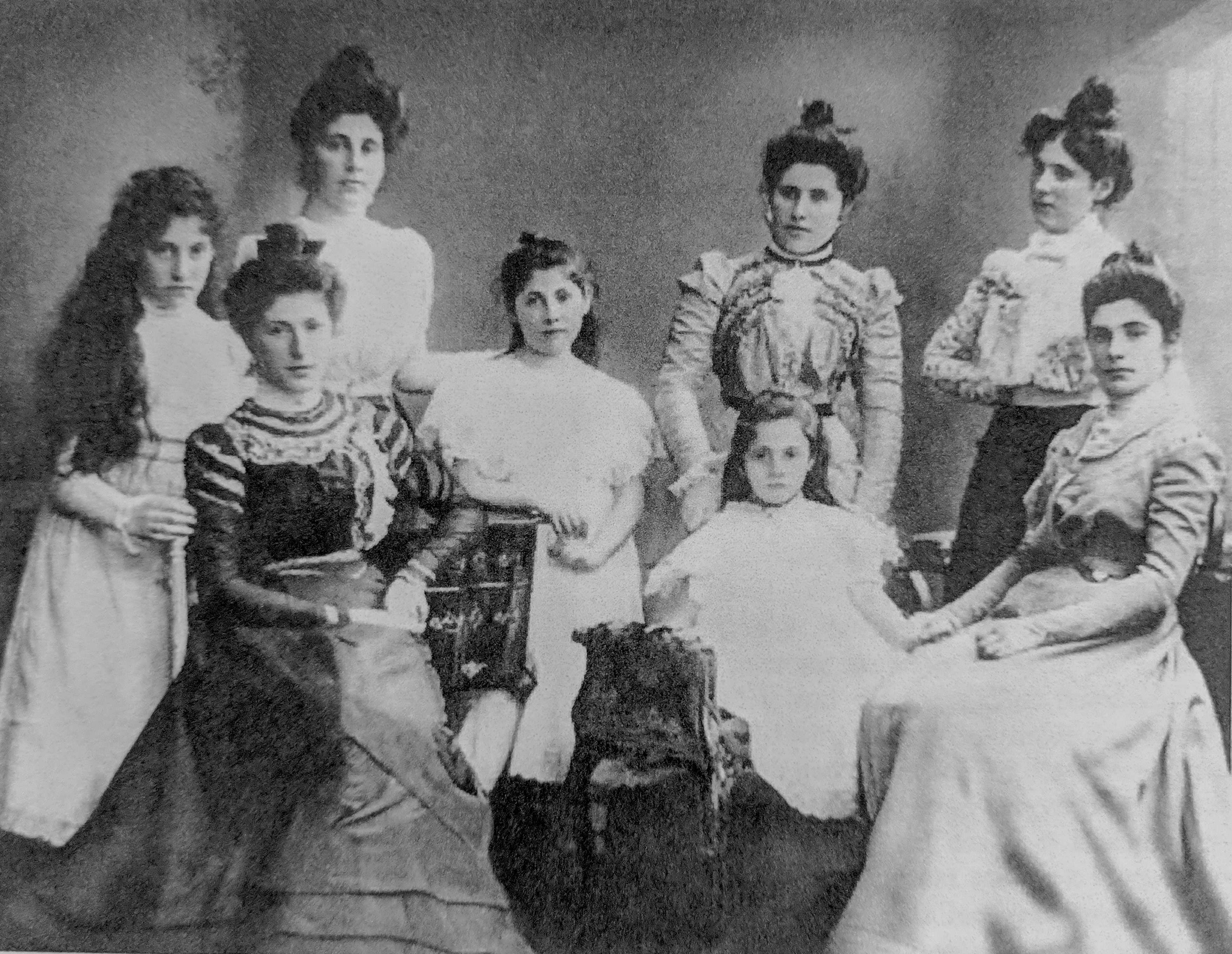
ダルベルク家の八姉妹。ローザは一番右（1895年頃）

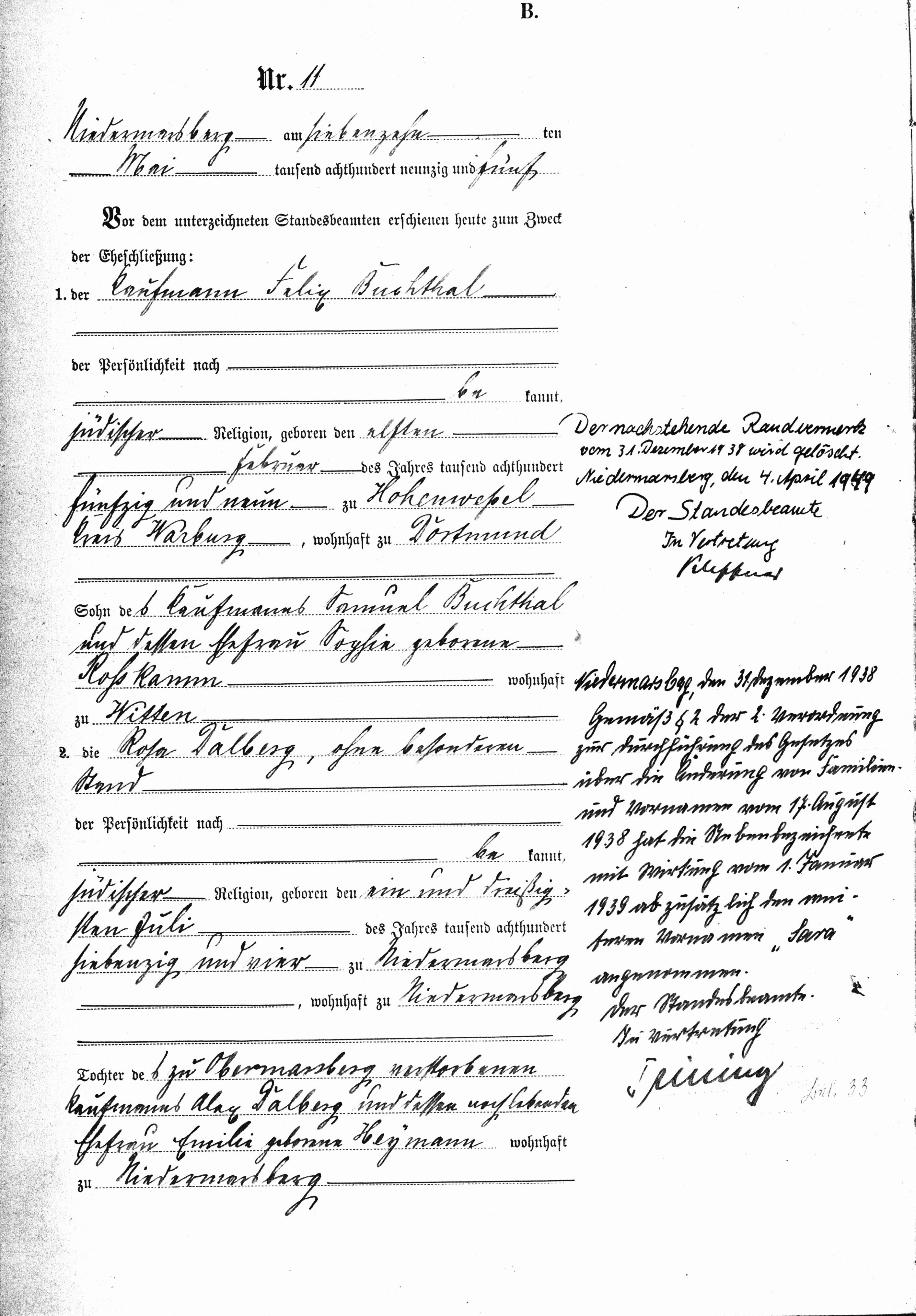
結婚証明書（1895年）

ドイツ・マルスベルクでローザ・ダルベルク(Rosa Dalberg)として生まれた。8人姉妹の長女で、両親はユダヤ人の名士だった。1874年に彼女が生まれたとき、両親は牛と織物を売っていた。2人はニーダーマルスベルク通りにある新古典主義様式の家に住んでいた。
マルスベルクの女学校を卒業した後、ドルトムントでコーヒーとチョコレートを扱うユダヤ人商人、フェリックス・ブフタール(Felix Buchthal)と結婚した。この会社は市内にいくつかのコーヒーショップを開いていたが、ローザは当時としては珍しく、主婦ではなく共同経営者だった。フェリックスとローザにはアリス（1896年2月17日生まれ）とアルノルト（1900年11月18日生まれ）の2人の子供がいた。

## ドルトムントでの政治活動
ドルトムントは、19世紀の最後の四半期に成長して、1900年には14万2千人の人口を擁する大都市となり、多くの政治活動の中心地となった。まだ女性には参政権はなかったが、ドルトムントの女性は社会的にも政治的にも活発で、グループを形成していた。1908年、ローザ・ブフタールらは「自由主義女性協会」を結成した。その2年後、彼女はその会長になった。このグループは、兵役を支持する強い保守的価値観を持っていたが、死刑廃止を主張していた。公務員の独身制（女性が結婚すると公務員としての地位を失う）や道徳条項（男性に事実上の白紙委任を与える）に反対し、動物福祉や認知症患者の権利を求める運動を展開した。
1914年に第一次世界大戦が勃発すると、コーヒー事業は業績が悪くなり、ローザは政治の世界に入ることを決意した。1915年にはドルトムント商工会議所の女性職業紹介所の所長となり、1918年には「社会補助官」となった。戦後、1919年にドイツ国で初めて女性に選挙権が認められた。彼女はドイツ民主党(DDP)に入党し、ドルトムント代表となった。1919年10月27日に市議会議員となった。1925年まで、女性の市議会議員は彼女だけだった。1925年に再選された。
1933年にナチズムが政権を握った時、ドルトムントの人口のうちユダヤ人はわずか1%だった。彼女の息子アルノルトは法律を学び、ドルトムントの判事をしていた。1933年、彼はナチスによってその職を失った。同年9月16日、アルノルトには次女のヴェラが誕生した。1939年7月、アルノルト夫妻は娘のレナートとヴェラをキンダートランスポートでウィーンからイギリスへ送った。ヴェラは後のステファニー・シャーリーであり、1962年にヨーロッパ初となる全社員が女性のソフトウェア会社を設立し、大英帝国勲章デイム・コマンダーとコンパニオン・オブ・オナー勲章を受章した。アルノルトは第二次世界大戦を生き抜き、ヘッセン検事総長となり、1957年にはダルムシュタットで判事を務めた。

## オランダへの逃亡

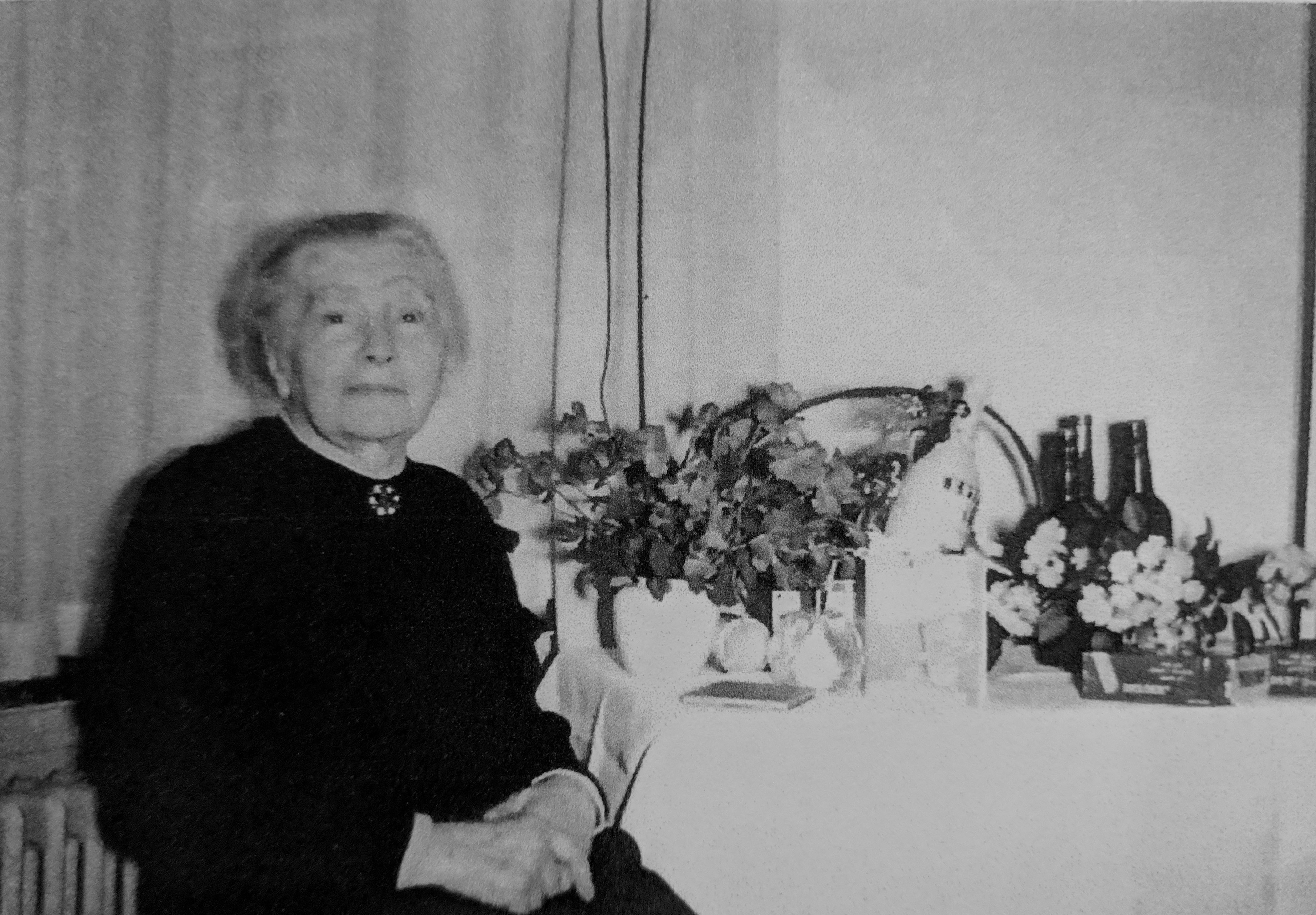
81歳の誕生日（1955年、アムステルダムにて）

1939年8月、彼女は当時まだナチスが占領していなかったオランダに逃亡した。8月29日にエメリッヒ・アム・ラインの国境に到着したとき、オランダの役人に拒絶された。彼女がオランダに入国できたのは1940年5月6日になってからだった。その数日後にナチスがオランダに侵攻し、オランダに住んでいたユダヤ人のほとんどが捕らえられて、強制送還されるか殺害された。ローザも逮捕されたが、警備員に賄賂を渡して釈放され、戦争中は農場の地下室で生活し、夜だけ出てくるようになった。
1947年1月2日、彼女はアムステルダムからオッフェンバッハにいる息子のアルノルトに手紙を書き、財産法上の問題で彼女の代理人になってほしいと依頼した。彼女は無国籍であった。
戦後、ローザ・ブフタールは一度だけイギリスに渡った。彼女は1958年にアムステルダムのホスピスで癌により死亡し、市内に埋葬された。

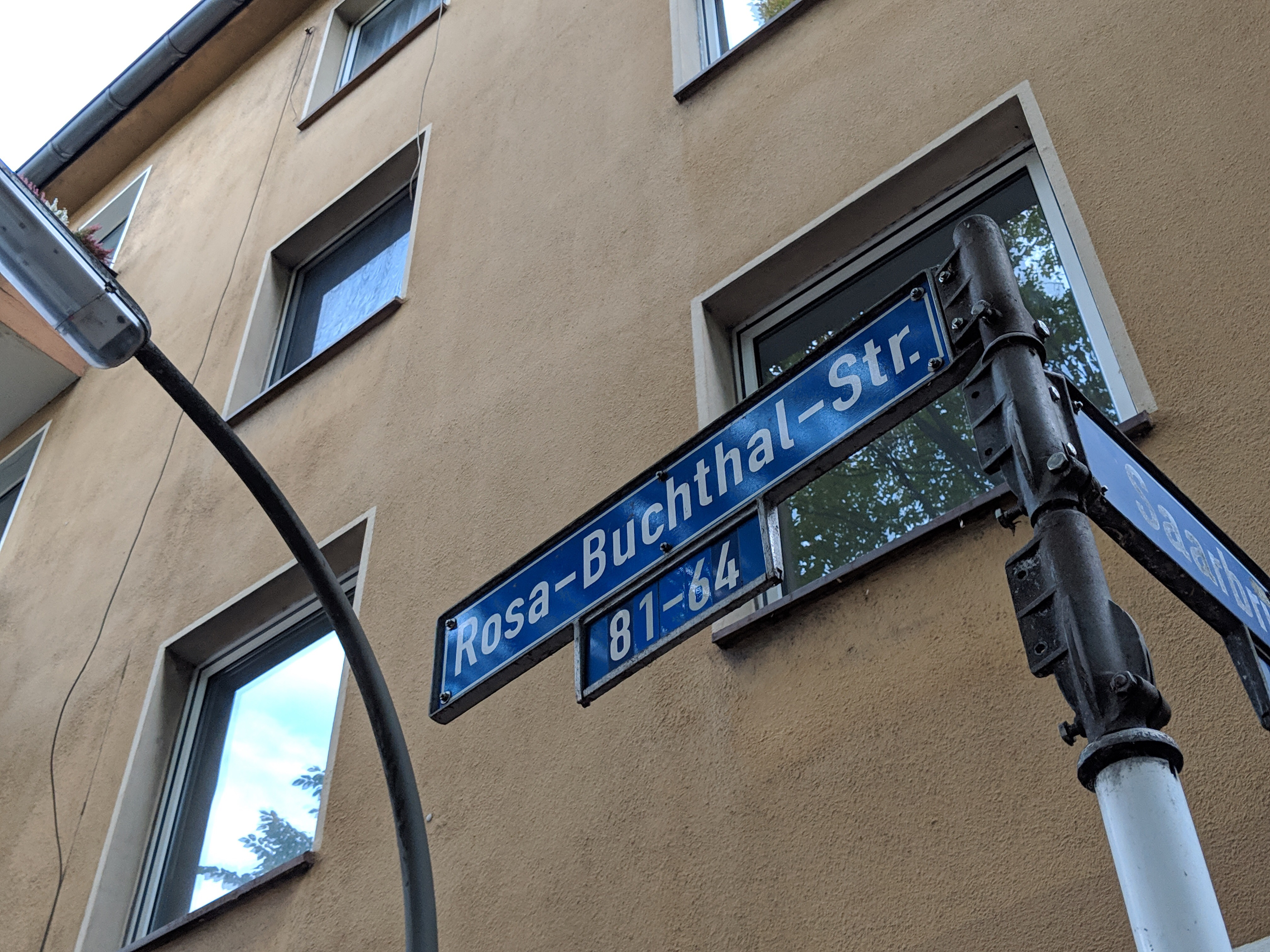
ドルトムントのローザ・ブフタール通

2010年、ドルトムントの中心部のシュヴァーネン通(Schwanenstraße)がローザ・ブフタール通(Rosa Buchthal Straße)に改名された。